# 小行星8526
小行星8526（英語：8526 Takeuchiyukou）是一颗围绕太阳公转的小行星。1992年9月23日，圓舘金、渡邊和郎在北见发现了此天体。
这颗小行星的绝对星等为151.1289700704183等。